# Russi
Russi is een gemeente in de Italiaanse provincie Ravenna (regio Emilia-Romagna) en telt 10.723 inwoners (31-12-2004). De oppervlakte bedraagt 46,1 km², de bevolkingsdichtheid is 228 inwoners per km².
De volgende frazioni maken deel uit van de gemeente: Godo, San Pancrazio, Cortina, Chiesuola en Pezzolo.

## Demografie
Russi telt ongeveer 4622 huishoudens. Het aantal inwoners daalde in de periode 1991-2001 met 3,5% volgens cijfers uit de tienjaarlijkse volkstellingen van ISTAT.
| Jaar | Inwoneraantal |
| ---- | ------------- |
| 1991 | 10.879        |
| 2001 | 10.503        |

## Geboren
- Luigi Carlo Farini (1812-1866), arts, staatsman en historicus
- Mirko Valdifiori (1986), voetballer

## Geografie
Russi grenst aan de volgende gemeenten: Bagnacavallo, Faenza, Forlì (FC), Ravenna.